# Библиотека штата Нью-Йорк
Библиотека штата Нью-Йорк (англ. New York State Library) — главная научная библиотека штата Нью-Йорк. Находится в Олбани, столице штата, расположена в здании Центра культурного образования, вместе с Музеем штата Нью-Йорк и Архивом штата Нью-Йорк. В фондах библиотеки хранится более 20 миллионов томов, что делает её одной из крупнейших библиотек мира. Имеется большая коллекция книг, записанных шрифтом Брайля, и аудиокниг.

## История

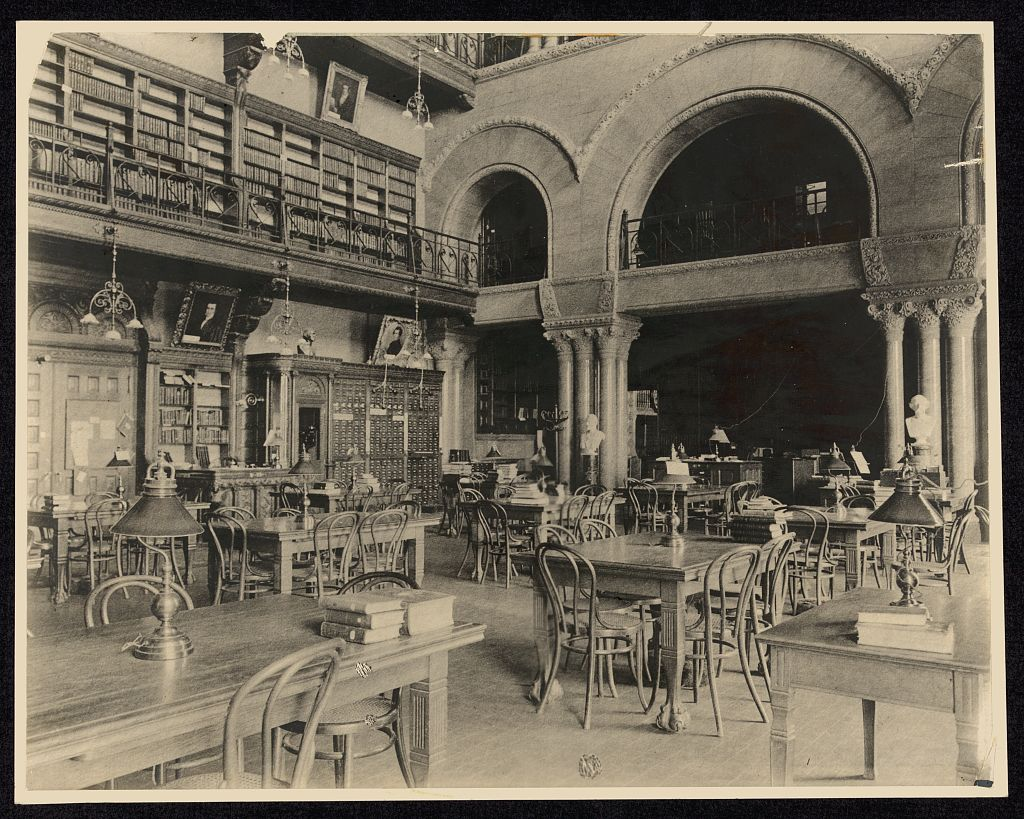
Интерьер библиотеки (около 1900 года)

Библиотека была основана в 1818 году. Одной из причин её создания была необходимость в хранении официальных публикаций, изданных властями штата Нью-Йорк. Первоначально библиотека располагалась в Капитолии штата Нью-Йорк.
В 1855 году доступ в библиотеку стал доступен всем желающим.
29 марта 1911 года в помещении Палаты ассамблеи (англ. Assembly Chamber), где находилась библиотека, произошёл пожар, который нанес большой вред библиотечным фондам: в результате пожара было уничтожено около 450 тысяч томов и 270 тысяч рукописей, включая ценные документы по истории Нью-Йорка голландских и колониальных времен.
После пожара библиотека переехала в здание Департамента образования штата Нью-Йорк, а потом — в здание Центра культурного образования.